# Alice Coote
Alice Coote (Frodsham, 10 maggio 1968) è un mezzosoprano britannico.

## Biografia
Nata nel Cheshire, studiò alla Guildhall School of Music and Drama e al Royal Northern College of Music, dove conobbe Janet Baker e Brigitte Fassbaender. Nel 1999 esordì all'Opéra national de Paris nel Parsifal. Nel 2000 ottenne uno dei suoi primi successi come Ruggiero in Alcina all'Edinburgh International Festival e poche settimane dopo cantò come Poppea ne L'incoronazione di Poppea con l'English National Opera. Nella stessa opere fece il suo debutto al Glyndebourne Festival Opera nel 2008, questa volta nel ruolo di Nerone; vi tornò nel 2010 come Hansel in Hänsel e Gretel e nel 2017 come Vitiellia ne La clemenza di Tito.
Nel 2002 esordì alla Royal Opera House come Cherubino, apparendovi poi in Ariadne auf Naxos, come Orlando, Hansel il Principe in Cendrillon, Octavian ne Il cavaliere della rosa e Giunone in Semele. Nel 2006 esordì al Metropolitan Opera House come Cherubino, tornandovi poi come Hansel (2007), Octavian (2013), Sesto in Giulio Cesare (2013), Idamante in Idomeneo (2017), Leonora in The Exterminating Angel (2017), Madame Croissy in I dialoghi delle Carmelitane (2023) e Marquise of Berkenfield ne La figlia del reggimento (2025). Nel 2007 fu Carmen con l'ENO. Nel 2014 fece il suo debutto alla Wiener Staatsoper come Octavia ne Il cavaliere della rosa.